# 汉沟镇站
汉沟镇站是一个京沪线上的铁路车站，位于天津市北辰区双街镇汉沟，目前为三等站，邮政编码为300400。车站目前不办理客运业务，货运仅办理专用线、专用铁道整车货物发到。
车站始建于1963年，最初为线路所，1989年扩建为三等中间站。车站设有3条正线和6条到发线，并设有通往海豚炭黑、北辰区综合储运场、天津市房地产管理局建筑涂料厂、鹏昇达物流、化轻贸易、双达运输、北方世纪钢材城、金隅振兴环保科技、中农化肥储运和中央储备粮天津武清直属库的专用线10条:552。